# Butrint Vishaj
Butrint Vishaj (* 9. Juli 1987 in Neunkirchen) ist ein österreichischer ehemaliger Fußballspieler, welcher auch den albanischen Pass besitzt und aus dem Kosovo stammt. Der beidfüßige Mittelfeldspieler spielte fast ausschließlich in seinem Geburtsland.

## Karriere
Vishaj, der in Österreich aufwuchs, begann seine Karriere als Siebenjähriger beim Nachwuchs des unterklassigen SV Grünbach in Niederösterreich. Aufgrund seines Talents wechselte er 2000 ins Bundesnachwuchszentrum Mödling.
2004 wurde er in den Kader der ersten Mannschaft des FC Admira Wacker Mödling aufgenommen. Am 11. Mai 2005 gab er, nachdem er in der 46. Spielminute für Oliver Lederer eingewechselt wurde, bei der 0:1-Heimniederlage des FC Admira Wacker Mödling gegen SV Mattersburg, sein Debüt in der österreichischen Bundesliga. Am 22. April 2006 erzielte er bei der 2:3-Niederlage des VfB Admira Wacker Mödling bei der SV Mattersburg seinen ersten Meisterschaftstreffer.
Nach dem Abstieg der Admira in die Regionalliga Ost wechselte Vishaj zum SC Schwanenstadt in die Erste Liga.
Im Sommer 2008 wechselte Vishaj zum SCR Altach in die österreichische Bundesliga, wo er in elf Spielen zum Einsatz kam. Vishaj verblieb auch nach dem Abstieg der Vorarlberger in die Erste Liga beim Verein. 2010 wechselte er zum albanischen Verein KF Skënderbeu Korça, mit dem er 2011 die albanische Meisterschaft gewann. Er wechselte jedoch zu KS Kastrioti Kruja innerhalb Albaniens; kurze Zeit darauf war er wieder in Österreich und spielte viele Jahre für unterklassige Vereine.
International spielte Vishaj für verschiedene österreichische Nachwuchs-Auswahlmannschaften. Er war bei der U-19-Fußball-Europameisterschaft 2006 in Polen für Österreich im Kader. Österreich kam bis ins Halbfinale, wo die Mannschaft am späteren Sieger Spanien eine 0:5-Niederlage hinnehmen musste.

## Erfolge
- 1 × Albanischer Meister: 2011
- Teilnahme an der U19-EM 2006 in Polen (3. Platz)